# KGB
KGB (v azbuce КГБ, rusky celým názvem Комитет государственной безопасности [kamiťét gasudárstvěnoj bězapásnosti], česky Výbor státní bezpečnosti) byla hlavní sovětská tajná služba, která současně plnila úkoly špionáže, kontrašpionáže a tajné policie v Sovětském svazu. Kromě těchto oborů pod ni ještě spadala některá odvětví sovětského vojenského výzkumu. Byla pověřena zpracovávat všechny zpravodajské informace, přibližně to, co ve Spojených státech prováděla CIA nebo oddělení kontrašpionáže FBI. Jako tajná služba byla pověřena také potlačováním politické opozice, včetně rozsáhlého použití násilí a provokatérů. 5. července 1978 byla přejmenována na KGB Sovětského svazu. Organizace vznikla 13. března 1954 a zanikla 3. prosince 1991.

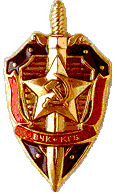
Znak KGB

## Historie
Jednalo se o nástupnickou organizaci po dřívějších tajných službách Čeka a NKVD. Po rozpadu SSSR se 6. listopadu 1991 následnickou organizací KGB stala FSK (rusky Федера́льная Слу́жба Контрразве́дки, Federální služba kontrarozvědky), která byla 3. dubna 1995 přejmenována na: FSB (rusky ФСБ, Федеральная служба безопасности Российской Федерации, Federální služba bezpečnosti Ruské federace).

## Členění KGB

### Vedení
- 1. úroveň: Ústřední výbor KSSS – Politbyro – ÚV společensko-právní oddělení
- 2. úroveň: Kolegium – Předseda KGB a jeho náměstci – Stranický výbor KGB (Zvláštní inspekce a Sekretariát)

Zabezpečení: Kádrová správa – Správa pro plán a finance – Mobilisační správa – Administrativně-hospodářská správa

### Hlavní správy
- 1. správa – Zahraniční zpravodajská činnost
- 2. správa – Vnitřní bezpečnost a kontrarozvědka
- 8. správa – Spojení a šifrovací služba
- Pohraniční vojska – (čítala cca 230.000 příslušníků)

### Správy
- 3. správa – Vojenská kontrarozvědka
- 4. správa – Doprava
- 5. správa – Ochrana ústavního pořádku – otázky ideologie a disentu
- 6. správa – Ekonomická kontrarozvědka a bezpečnost průmyslu
- 7. správa – Vnější sledování – telekomunikace, kryptologie
- 15. správa – Ochrana vládních objektů
- 16. správa – Radioodposlech a elektronická rozvědka
- Správa operativně technická
- Výstavba vojenských objektů

### Oddělení a odbory
Služba ochrany (bývalá 9. správa – vládní ochranka)
- Vyšetřovací oddělení
- Vládní spojení
- Vysoká škola KGB (Andropovův institut)
- 10. oddělení – Archivy
- 6. oddělení – zachycování a kontrola korespondence
- 12. oddělení – odposlech

## Předsedové KGB
- Ivan Alexandrovič Serov 1954–1958
- Alexandr Nikolajevič Šeljepin 1958–1961
- Vladimír Jefimovič Semičastnyj 1961–1967
- Jurij Vladimirovič Andropov 1967–1982
- Vitalij Vasiljevič Fedorčuk 1982 (květen–prosinec)
- Viktor Michajlovič Čebrikov 1982–1988
- Vladimir Alexandrovič Krjučkov 1988–1991 (srpen)
- Vadim Bakatin 1991 (srpen–listopad)

## Podpora terorismu
Šéf rumunské depozitury KGB a šéf rumunské tajné služby generál Ion Mihai Pacepa ve svých knihách uvádí, že OOP byl projekt KGB a Jásir Arafat byl vycvičen v KGB. OOP byla desetiletí financována a zásobována ze států socialistického bloku (Semtex z Československé socialistické republiky). Ion Mihai Pacepa, Viktor Suvorov a Stanislav Luněv uvádějí, že za vznikem novodobého islámského terorismu stojí SSSR, jednou z prvních akcí bylo financování a zásobování OOP a vyškolení jeho čelných představitelů. Terorismus SSSR viděl jako efektivnější taktiku oproti standardní vojenské operaci proti Izraeli, které vždy skončily prohrou. Toto potvrzuje např. Wallace Edward Brand z University of California nebo Marius Laurinavičius, Senior Analyst, EESC ve své práci Do traces of KGB, FSB and GRU lead to Islamic State? Generál KGB Alexandr Sacharovskij řekl: „V dnešním světě, kdy jaderné zbraně mají zastaralou vojenskou sílu, terorismus by se měl stát naší hlavní zbraní.“